# Ti West
Timon C. West (Wilmington, 5 de outubro de 1980) é um diretor, produtor, roteirista, editor, cinematográfico e ator norte-americano. West é conhecido por seu trabalho em filmes de terror.
Os filmes de terror dirigidos por Ti West são The Roost, Trigger Man, The House of the Devil, The Innkeepers, The Sacrament, a série de filmes X, Pearl e MaXXXine, e o filme de faroeste In a Valley of Violence. Ele também atuou em vários filmes, principalmente naqueles dirigidos por ele mesmo ou por Joe Swanberg.

## Biografia
West nasceu em Wilmington, Delaware, onde frequentou a Escola Tatnall, descrevendo sua formação como "classe média suburbana". Seu nome de batismo, Timon, era o sobrenome de seu avô materno. Sua inspiração para criar filmes veio logo após assistir Bad Taste (1987), de Peter Jackson, e a franquia de terror Evil Dead, de Sam Raimi. Ele foi destaque na edição de outono de 2001 da revista norte-americana Teen People. West frequentou a Escola de Artes Visuais, em Nova Iorque. Lá, um de seus professores (o roteirista, cineasta e diretor Kelly Reichardt) o apresentou a Larry Fessenden, que em pouco tempo se tornou seu mentor. Fessenden financiou os dois primeiros filmes de West, The Roost (2005) e Trigger Man (2007).

## Carreira
Seus primeiros trabalhos de direção incluem o curta de 2001 The Wicked e os longas-metragens The Roost (2005), Trigger Man (2007), The House of the Devil (2009), The Innkeepers (2011) e The Sacrament (2013). Ele apareceu em The Woman Who Split Before Dinner, de 2004, onde interpretou Old Man Conrad. Em 2009, ele escreveu, produziu e dirigiu a websérie Dead & Lonely para a produtora IFC Films. A série terminou em outubro de 2009. Em 2009, ele rejeitou o filme de terror Cabin Fever 2: Spring Fever, citando interferência massiva e reedição como os motivos da sua rejeição. Ele queria retirar seu nome do filme e dar crédito de direção a Alan Smithee, mas seu pedido foi negado.

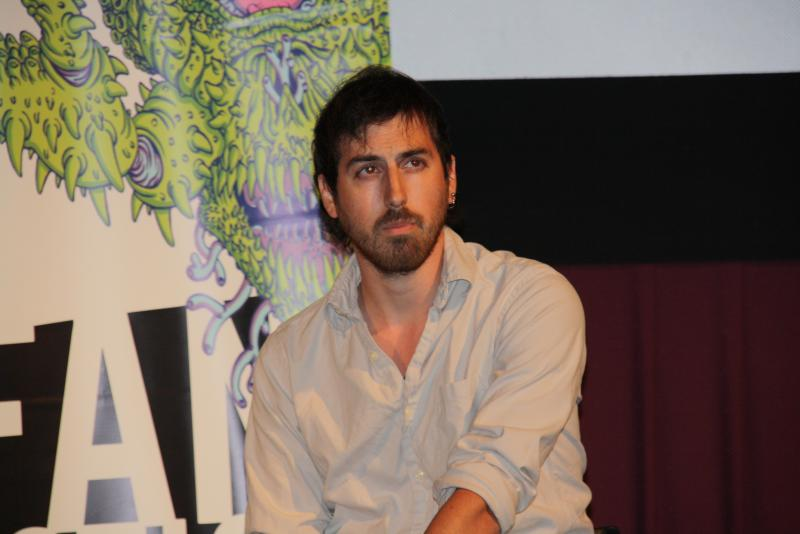
West em setembro de 2009

West foi escalado para dirigir The Haunting in Georgia, a sequência de The Haunting in Connecticut, mas deixou o projeto em março de 2010. Em 2012, ele trabalhou com Adam Wingard, Simon Barrett, David Bruckner, Joe Swanberg, Glenn McQuaid e os apresentadores da Radio Silence Productions Matt Bettinelli-Olpin e Chad Villella na antologia de filmes de terror V/H/S. Ele dirigiu a sequência de “Second Honeymoon”.
Em junho de 2015, foi relatado que West iria dirigir um episódio da série de televisão de terror norte-americana Scream da MTV, onde dirigiu o penúltimo episódio da primeira temporada, intitulado "The Dance". Ele também dirigiu um episódio da série de terror South of Hell da We TV, intitulado "Take Life Now". West escreveu, dirigiu, produziu e editou o filme de faroeste In a Valley of Violence (2016), estrelado por Ethan Hawke, Taissa Farmiga e John Travolta. Ele estreou na South by Southwest em março de 2016.
No final de 2020, foi anunciado que a produtora norte-americana A24 estaria com planos de produzir um filme de terror intitulado X, que seria dirigido por West e estrelado por Mia Goth, Scott Mescudi, Jenna Ortega e Brittany Snow. O filme foi lançado em 18 de março de 2022 e recebeu ampla aclamação da crítica. Enquanto X estava em produção, as filmagens na Nova Zelândia foram temporariamente interrompidas devido ao confinamento do país durante a pandemia de COVID-19, fazendo com que West gastasse tempo escrevendo o roteiro de sua prequela. O filme, Pearl, foi filmado consecutivamente com X assim que a produção foi reiniciada. Pearl foi lançado em setembro de 2022 e foi aclamado pela crítica. West confirmou mais tarde que estava trabalhando em um terceiro episódio da série de filmes, uma sequência de X. Intitulado como MaXXXine, o filme tem previsão de lançamento para 5 de julho de 2024.
West dirigiu o videoclipe do single “No Angels” do cantor Justin Timberlake, que foi lançado em 15 de março de 2024, como o segundo single do sexto álbum de estúdio do cantor, Everything I Thought It Was.

## Vida pessoal
West é casado com a DJ australiana Alison Wonderland. Em 13 de junho de 2023, eles deram as boas-vindas ao seu primeiro filho, um filho chamado Max.

## Filmografia
| Ano  | Título                      | Diretor | Roteirista | Produtor | Editor | Notas                          |
| ---- | --------------------------- | ------- | ---------- | -------- | ------ | ------------------------------ |
| 2005 | The Roost                   | Sim     | Sim        | Não      | Sim    | Também é compositor            |
| 2007 | Trigger Man                 | Sim     | Sim        | Sim      | Sim    | Também é diretor de fotografia |
| 2009 | The House of the Devil      | Sim     | Sim        | Não      | Sim    |                                |
| 2009 | Cabin Fever 2: Spring Fever | Sim     | História   | Não      | Não    |                                |
| 2011 | The Innkeepers              | Sim     | Sim        | Sim      | Sim    |                                |
| 2013 | The Sacrament               | Sim     | Sim        | Sim      | Sim    |                                |
| 2016 | In a Valley of Violence     | Sim     | Sim        | Sim      | Sim    |                                |
| 2022 | X                           | Sim     | Sim        | Sim      | Sim    |                                |
| 2022 | Pearl                       | Sim     | Sim        | Sim      | Sim    |                                |
| 2024 | MaXXXine                    | Sim     | Sim        | Sim      | Sim    | Pós-produção                   |

| Ano  | Título                 | Diretor | Roteirista | Produtor | Editor | Notas |
| ---- | ---------------------- | ------- | ---------- | -------- | ------ | --- |
| 2001 | Prey                   | Sim     | Sim        | Sim      | Sim    | Também é diretor de fotografia                                                                                        |
| 2001 | Infested               | Sim     | Sim        | Sim      | Sim    | Também é diretor de fotografia                                                                                        |
| 2001 | The Wicked             | Sim     | Sim        | Sim      | Sim    | Também é diretor de fotografia                                                                                        |
| 2008 | Christmas Decay        | Sim     | Sim        | Não      | Não    | Produzido para Glass Eye Pix como parte de seu Festival de Cinema Online de Natal Assustador de 2008                  |
| 2012 | Second Honeymoon       | Sim     | Sim        | Sim      | Sim    | Segmento de V/H/S |
| 2012 | M Is for Miscarriage   | Sim     | Sim        | Não      | Não    | Segmento de The ABCs of Death                                                                                         |
| 2013 | Box                    | Sim     | Sim        | Não      | Não    | Segmento do The 3:07 AM Project, uma pequena antologia produzido para promover The Conjuring                          |
| 2022 | The Farmer's Daughters | Sim     | Sim        | Sim      | Sim    | Compilação cronológica do filme pornô rodado em X. Lançado como um extra nos lançamentos do filme na mídia doméstica. |

| Ano  | Título        | Diretor | Roteirista | Produtor |
| ---- | ------------- | ------- | ---------- | -------- |
| 2009 | Dead & Lonely | Sim     | Sim        | Sim      |

| Ano  | Título                   | Papel              | Notas                          |
| ---- | ------------------------ | ------------------ | ------------------------------ |
| 2005 | The Roost                | Professor          |                                |
| 2009 | The House of the Devil   | Professor favorito |                                |
| 2011 | You're Next              | Tariq              |                                |
| 2011 | Silver Bullets           | Ben                |                                |
| 2012 | Marriage Material        |                    | Também é diretor de fotografia |
| 2012 | All the Light in the Sky | Diretor            |                                |
| 2013 | Drinking Buddies         | Dave               |                                |

| Ano  | Título              | Notas                                                             |
| ---- | ------------------- | ----------------------------------------------------------------- |
| 2015 | Scream              | Episódio: "The Dance"                                             |
| 2015 | South of Hell       | Episódio: "Take Life Now"                                         |
| 2016 | Wayward Pines       | Episódio: "Exit Strategy" and "Bedtime Story"                     |
| 2017 | Outcast             | Episódio: "The Common Good"                                       |
| 2017 | The Exorcist        | Episódio: "Unclean"                                               |
| 2019 | The Passage         | Episódio: "Bad Inside" e "Heroic Dose"                            |
| 2019 | The Resident        | Episódio: "Belief System"                                         |
| 2019 | Soundtrack          | Episódio: "Track 3: Sam and Dante" e "Track 5: Dante and Annette" |
| 2020 | Tales from the Loop | Episódio: "Enemies"                                               |
| 2021 | Them                | Episódio: "Day 7: Night" e "Day 10"                               |
| 2024 | Them                | Episódio: "The Box"                                               |

| Ano  | Título      | Artista           |
| ---- | ----------- | ----------------- |
| 2024 | "No Angels" | Justin Timberlake |

## Prêmios e indicações
| Lista de prêmios e indicações | Lista de prêmios e indicações                           | Lista de prêmios e indicações                                                       | Lista de prêmios e indicações                               | Lista de prêmios e indicações | Lista de prêmios e indicações |
| Ano                           | Premiação                                               | Categoria                                                                           | Trabalho                                                    | Resultado                     |                               |
| ----------------------------- | ------------------------------------------------------- | ----------------------------------------------------------------------------------- | ----------------------------------------------------------- | ----------------------------- | ----------------------------- |
| 2001                          | NYIIFVF Short Film Award                                | Melhor Diretor – Filme Estudantil                                                   | The Wicked                                                  | Venceu                        |                               |
| 2005                          | Fangoria Chainsaw Award                                 | Melhor com Menos                                                                    | The Roost                                                   | Indicado                      |                               |
| 2009                          | Bucheon International Fantastic Film Festival           | O Melhor de Puchón                                                                  | The House of the Devil                                      | Venceu                        |                               |
| 2009                          | Festival Internacional de Cinema de Chicago             | Hugo de Ouro para Melhor Competição After Dark                                      | The House of the Devil                                      | Indicado                      |                               |
| 2011                          | Toronto After Dark Film Festival                        | Prêmio Escolha dos Fãs do Toronto After Dark Film Festival de Filme Mais Assustador | The Innkeepers                                              | Venceu                        |                               |
| 2011                          | South by Southwest                                      | Prêmio do Público de Estreia SXSW Spotlight                                         | The Innkeepers                                              | Indicado                      |                               |
| 2012                          | Fright Meter Award                                      | Melhor Diretor                                                                      | The Innkeepers                                              | Indicado                      |                               |
| 2012                          | Festival Internacional de Cinema de Chicago             | Hugo de Ouro para Melhor Competição After Dark                                      | The ABCs of Death (compartilhado com Kaare Andrews, et al.) | Indicado                      |                               |
| 2012                          | South by Southwest                                      | Prêmio do Público da Meia-Noite SXSW                                                | V/H/S (compartilhado com Matt Bettinelli-Olpin, et al.)     | Indicado                      |                               |
| 2012                          | Festival de Cinema de Sitges                            | Melhor Filme                                                                        | V/H/S (compartilhado com Matt Bettinelli-Olpin, et al.)     | Indicado                      |                               |
| 2013                          | Festival Internacional de Cinema de Chicago             | Hugo de Ouro para Melhor Competição After Dark                                      | The Sacrament                                               | Indicado                      |                               |
| 2013                          | Festival Internacional de Cinema de Veneza              | Melhor Filme                                                                        | The Sacrament                                               | Indicado                      |                               |
| 2014                          | Fright Meter Award                                      | Melhor Edição                                                                       | The Sacrament                                               | Indicado                      |                               |
| 2014                          | Festival international du film fantastique de Gérardmer | Prêmio do Júri Syfy                                                                 | The Sacrament                                               | Venceu                        |                               |
| 2014                          | Fangoria Chainsaw Award                                 | Melhor filme de lançamento limitado/direto para vídeo                               | The Sacrament                                               | 3º Lugar                      |                               |
| 2015                          | Fangoria Chainsaw Award                                 | Hall da Fama                                                                        | Ele mesmo                                                   | Venceu                        |                               |
| 2022                          | Festival de Cinema de Sitges                            | Melhor Diretor                                                                      | Pearl                                                       | Venceu                        |                               |
| 2022                          | Bram Stoker Awards                                      | Melhor Roteiro                                                                      | Pearl                                                       | Indicado                      |                               |